# Nagasaki Hangachōu
Nagasaki Hangachōu (長崎犯科帳) é um jidaigeki da televisão japonesa ou drama de época que foi transmitido em 1975.

## Enredo
O drama se passa no final do período Edo, em Nagasaki, quando Hiramatsu ocupa o posto principal de Nagasaki bugyō. Ele gosta de álcool e mulheres. Além disso, ele está sempre disposto a aceitar suborno dos vilões, para que considerem fácil manipulá-lo. Mas ele está apenas fingindo e mata vilões que escapam da justiça apesar de seus crimes.